# Третя пандемія чуми

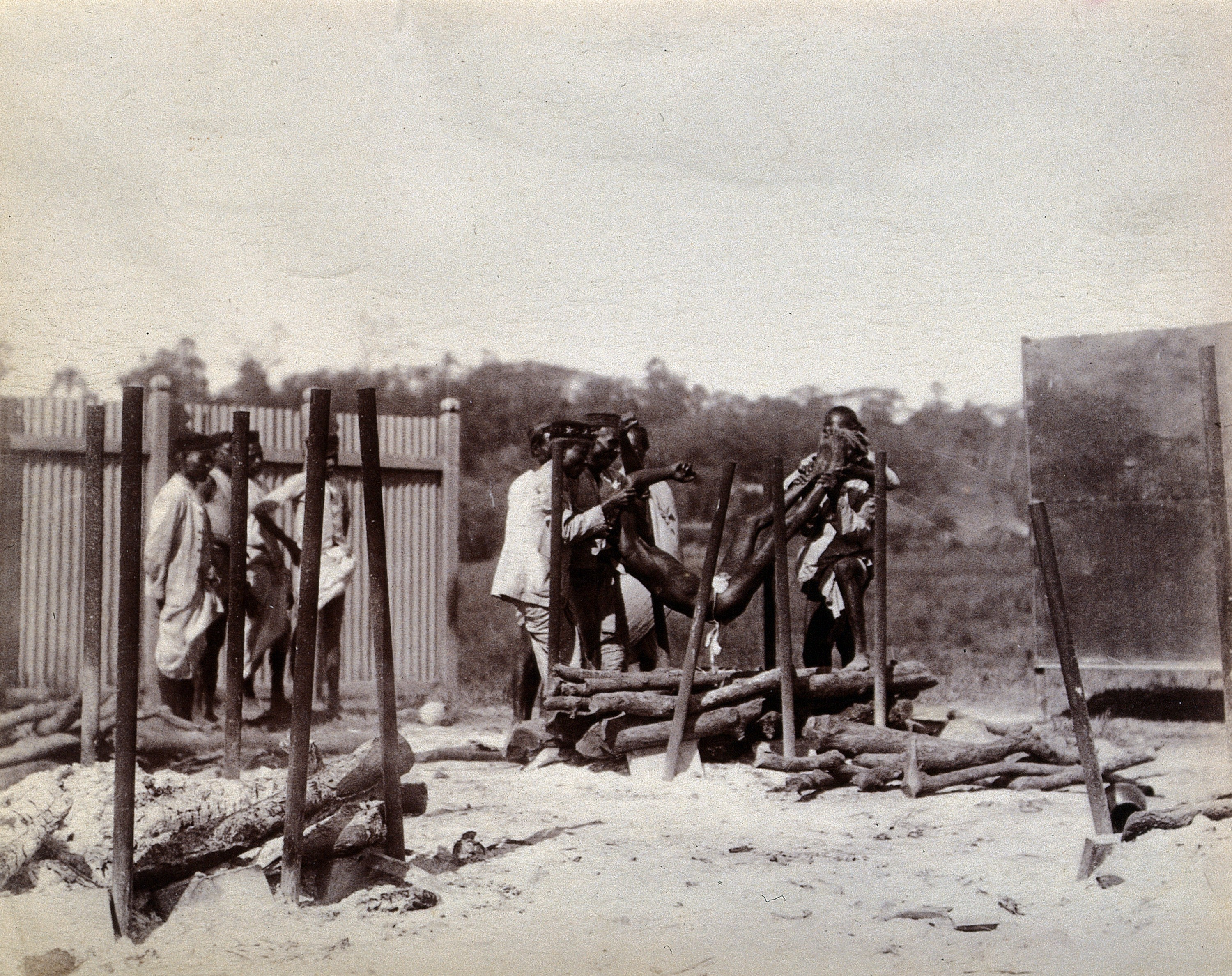
Підготовка до індуїстської кремації жертви чуми в Бомбеї під час третьої пандемії. Фото 1897 року

Третя пандемія чуми (англ. Third plague pandemic; також відома як «Портова смерть») — третя за переліком пандемія чуми, яка тривала від 1894 по 1921 рік. Призвела до смерті близько 20 млн людей у світі, хоча за іншими даними тільки в Китаї загинуло близько 10 млн, а в Індії — 12 млн осіб. Є також думки, що слід вести відлік початку третьої пандемії від 1855 року., тоді як термін її закінчення слід віднести до 1959 року.
Людству відомі три пандемії чуми. Першою була «чума Юстиніана» у VI столітті в регіонах Середземномор'я, другою — «Чорна смерть» у XIV столітті в Азії, Європі та північній Африці.

## Перед третьою пандемією
Передувало розвитку третьої пандемії активізація природних вогнищ чуми в Азії. На заході китайської провінції Юньнань знаходиться природний осередок чуми. У другій половині XVIII століття до цього малонаселеного регіону відбувся стрімкий приплив китайців для експлуатації відкритих там корисних копалин, переважно міді. До середини XIX століття кількість населення там досягло понад 7 мільйонів людей. Це призвело до почастішання контакту місцевих жителів з жовтогрудими пацюками (Rattus flavipectus), які є основними джерелами збудника в дикій природі регіону та їхніми інфікованими блохами, що переносять чуму між гризунами. У результаті люди принесли бліх і пацюків до великих міст, де невеликі спалахи інфекційної хвороби нерідко досягали масштабу епідемії. Сприяли поширенню чуми в цьому регіоні ще й військові конфлікти між китайцями та мусульманськими жителями, що призвело до подальших переміщень населення через рух військ та міграцію біженців. У другій половині XIX століття чума поширилася до провінції Гуансі та провінції Гуандун, острову Хайнань, а пізніше до Кантона і Гонконга. Найімовірніше з Китаю до прибережних регіонів чуму завезли торговці опіумом, що стала вкрай прибутковою і невпинно збільшилася приблизно після 1840 року.
Скоріше за все у спалахах чуми у 1834-35 рр., у 1864 р. в китайському порту Нінбо, у 1850 р. легеневої форми чуми на південних схилах Гімалаїв і бубонної форми у китайському Гуанчжоу, у 1858 р. серед бедуїнів поблизу Триполі, у 1866 р. у столиці китайської провінції Юньнань, місті Юньнаньфу (нині Куньмін) недалеко від кордону з В'єтнамом і Бірмою, у 1867, 1871, 1881—1884 рр. у Пакхое (нині Бейхай) на березі Тонкінської затоки, винний той біологічний варіант (біовар), що спричинив «Чорну смерть».

## Розпал
У 1894 р. чума спалахнула одразу у великих портових містах Кантоні (Гуанчжоу), Гонконзі (Сянгані) і Аоминь (Макао), і з того моменту оголошено про початок третьої пандемії. У місті Кантон, починаючи з березня 1894 року, через кілька тижнів захворювання загинуло 60 тисяч людей. Щодня водні перевезення до сусіднього Гонконгу швидко поширили чуму. Протягом двох місяців кількість померлих досягла 100 тисяч, потім рівень летальності знизився, але чума продовжувала залишатися ендемічною в Гонконгу аж до 1929 року.
З кораблями чума була перенесена у порти Індії і Японії, створюючи там значні осередки інфекції. У 1896 році чума потрапила до Мумбаї (Бомбея). Майже всі випадки були бубонною чумою, причому лише дуже малий відсоток перетворився на легеневу форму чуми. Спочатку захворювання спостерігалося в портових містах, але пізніше виникло в Пуні, Колкаті та Карачі. До 1899 року спалах поширився на менші громади та сільські райони в багатьох регіонах Індії. Загалом чума найбільше поширилася у західній та північній Індії, тоді як східна та південна Індія не настільки постраждала. Саме в Індії 1898 році Поль-Луї Сімон відкрив, що джерелом чуми є чорні (портові та корабельні) пацюки, а їхня блоха — переносником хвороби. 
А потім пішло передавання у більш віддалені порти у США, в Австралії, Південній Америці, на Близькому Сході, в Африці тощо). За перші 10 років пандемії (1894—1904 рр.) чума була зафіксована у 87 портових містах світу.

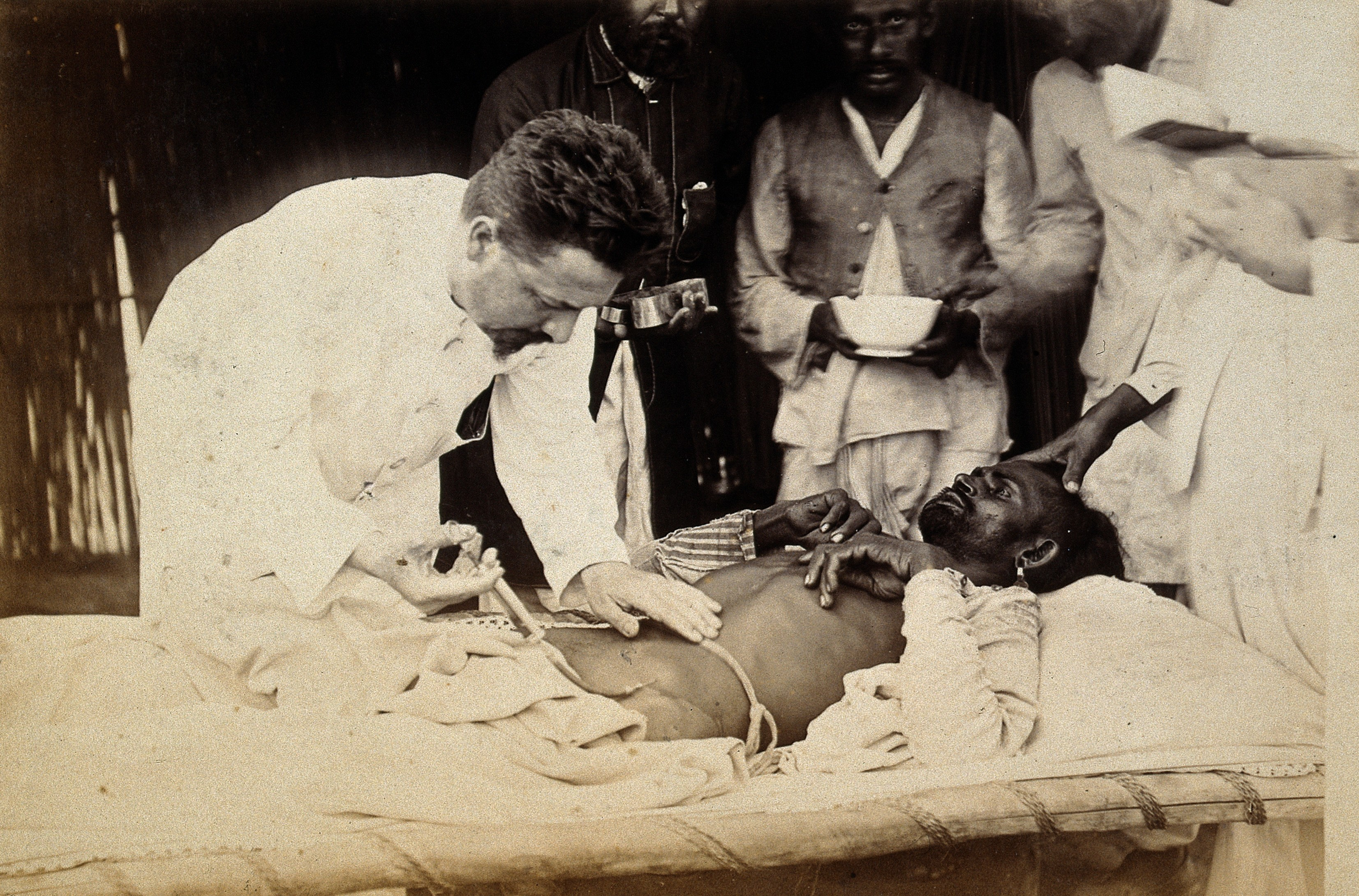
Лікар проводить ін'єкцію хворому під час третьої пандемії чуми

У 1897 році в місті Пуна в Індії розпочався спалах чуми. Британський колоніальний уряд створив систему комітетів, які мали попереджувати та діагностувати чуму, але при цьому вчиняли військові репресії та інші гноблення. Це призвело до спротиву населення та націоналістичних кіл. 22 червня 1897 двоє молодих брахманів, братів Чапекар, стріляли та вбили двох британських офіцерів, голову комітету і його військового супровідника.
Саме під час третьої пандемії збудника чуми Yersinia pestis відкрили практично одночасно французький дослідник Александр Жан Еміль Єрсен і японський вчений Кітасато Сібасабуро.
У 1900 р. спалахнула чума серед казахів у Російської імперії. Серед переселенців з України і півдня Росії виникла бубонна форма чуми, тоді як у казахів практично виключно легенева.
У 1900 році чума потрапила в Австралію через Сідней. Упродовж 1900—1925 років в країні було зареєстровано 12 спалахів чуми з 1371 випадком та 535 випадків смерті, більшість випадків захворювання відбулося в Сіднеї.
У 1902 р.(49 хворих), а потім у 1910 р. чума спалахувала в Одесі. Обидва рази чумні пацюки з кораблів з Єгипту, що припливали до цього портового міста, ховалися серед тюків з бавовною і потрапляли в результаті на склади у центрі. В одному тільки великому хлібному магазині у 1910 р. під підлогою було знайдено 380 дохлих пацюків, з них 21 містили чумну паличку. Завізна одеська епідемія 1910 р вважається останньою на європейській частині Російської імперії. Захворіло 133 людини, померло 34.

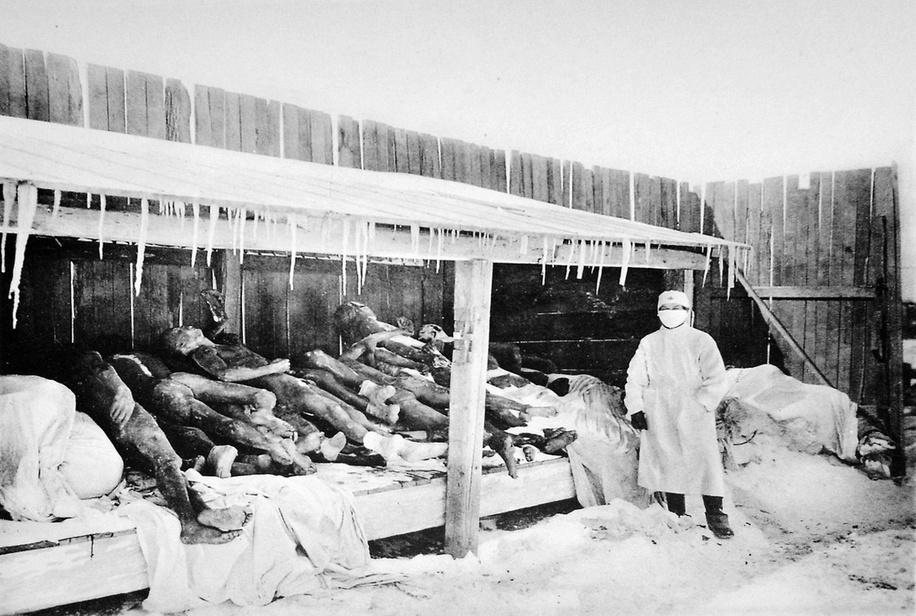
Жертви чуми в Маньчжурії

У Маньчжурії спалахи чуми спостерігалися у 1898, 1901, 1903, 1905, 1906—1907 рр. У 1910 р. там спалахнула чума, розвинувшись у велику епідемію 1910—1911 рр. з легеневими ураженнями, що забрала понад 60 тис. життів.
Кілька невеликих епідемій відбулися на початку XX століття в США, зокрема, в Лос-Анжелесі у 1924 році, які відносять до перебігу 3-ї пандемії.
Данило Кирилович Заболотний, який досліджував природні вогнища чуми, її носіїв, вніс значний внесок у ліквідацію чуми у Маньчжурії. Він є фундатором епізоотології та вчення про природні вогнища чуми. Заболотний розповідав, що за повідомленнями місцевого жителя в Китаї в пустельній місцевості епідемія чуми спалахнула після того, як люди викопали скарб. Усі брали участь у цьому, 7 китайців і 13 монголів померли, і від них хвороба перекинулася на поселення. Але не сам скарб був причиною, а те, що копали видно в тих місцях, де були нори заражених гризунів. А мікротравми, отримані при копанні, або атаки бліх призвели до розвитку недуги.

## Після пандемії
Наразі близько 2000 випадків чуми трапляються щороку, переважно в Африці, Азії та Південній Америці, а рівень летальності становить від 5 % до 15 %.
Існувало безліч епідемій чуми протягом історії людства, але саме три пандемії її мали найбільший вплив на людське суспільство не тільки з точки зору великої смертності, а й соціальних, економічних та культурних наслідків. Хід розвитку громад та народів був внаслідок них змінений.